# 33740 Arjunmoorthy
33740 Arjunmoorthy este o planetă minoră (asteroid), cu un diametru de 3,621 km, din centura de asteroizi. A fost descoperită pe 13 iulie 1999 la Experimental Test Site⁠(d) de Lincoln Near-Earth Asteroid Research. 
Obiectul prezintă o orbită caracterizată de o semiaxă mare de 2,3545655 UAi, o excentricitate de 0,18, o înclinație de 8,57953 ° în raport cu ecliptica.